# Andrea Besteghi
Andrea Besteghi (Bologna, 6 febbraio 1817 – Bologna, 26 dicembre 1869) è stato un pittore italiano, esponente della corrente emiliano-romagnola del Romanticismo storico.

## Biografia

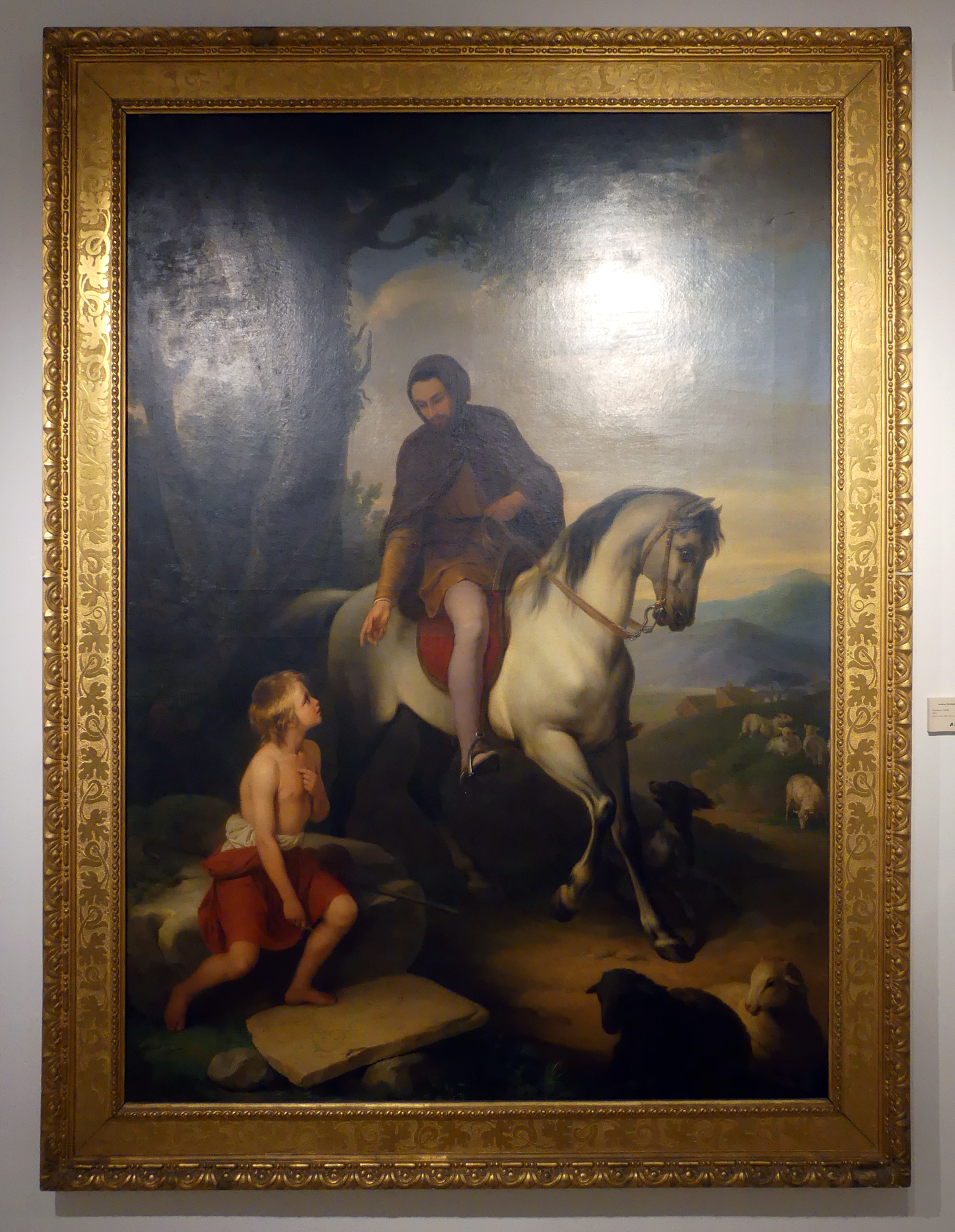
Cimabue e Giotto, olio su tela (1854)

Andrea Besteghi nacque a Bologna il 6 febbraio 1817. Dotato di una spiccata inclinazione artistica, si formò all'Accademia di Belle Arti di Bologna sotto la guida di Clemente Alberi e Napoleone Angiolini, artisti ancora legati alla tradizione settecentesca. 
Durante l'Esposizione di Belle Arti di Bologna del 1835 si fece notare come ritrattista. 
Contemporaneamente all'Accademia frequentò lo studio di Vincenzo Rasori, che lo consigliò di andare a Firenze per perfezionarsi con Giuseppe Bezzuoli, dove si trasferì.
Nel 1844 ottenne il Premio accademico per la pittura storica con il dipinto Pandolfo Collenuccio, letterato pesarese, nell'atto che gli viene intimata la sentenza di morte, presente la sua famiglia, riferito a un episodio tratto dalle Opere del conte Giulio Perticari pubblicato tredici anni prima. La commissione bolognese notò favorevolmente la caratterizzazione dei personaggi e «l'armonia delle tinte, ed il chiaroscuro, non che quella forte e calda intonazione esprimente appunto il mattino, in cui accade il fatto rappresentato», tuttavia nutrì qualche piccola riserva riguardo l'accuratezza dei disegni e dell'esecuzione.
Dopo alcuni anni tornò a Bologna, affermandosi con opere a soggetto storico e ritratti che gli valsero numerose committenze da parte dell'aristocrazia cittadina.

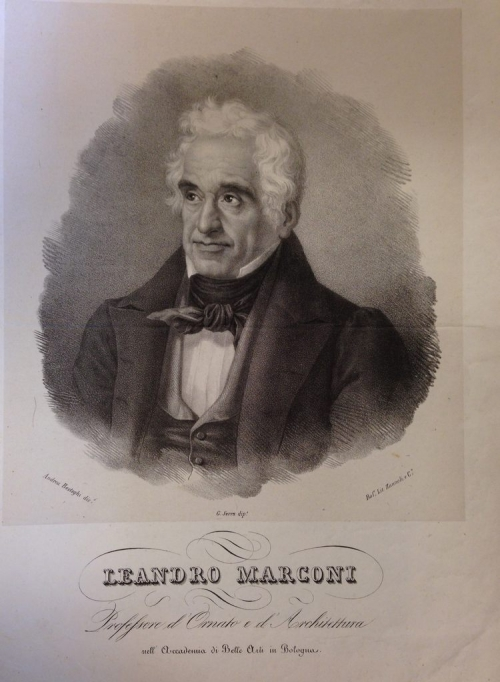
Ritratto di Leandro Marconi, litografia

Oltre che come ritrattista, fin dalle prime esposizioni si impose come valente disegnatore e litografo. Lavorò anche come decoratore al fianco di altri artisti a palazzo Malvezzi e palazzo Spada a Bologna, nella chiesa di San Marino di Bentivoglio e al teatro Amintore Galli di Rimini. Nel 1858 assieme a Luigi Samoggia fu invitato da Gioachino Rossini a decorare la sua residenza di Passy, vicino a Parigi. Nello stesso anno fu nominato professore di disegno e figura all'Accademia di belle arti di Ravenna, diventandone il direttore dal 1864.
Morì a Bologna il 26 dicembre 1869. È sepolto nella Sala del Colombario della Certosa di Bologna.